# Tempeltræ-rækken
Tempeltræ-rækken (Ginkgophyta) har kun én nulevende art, som er systematiseret i grupperne:
| Klasse |

- Tempeltræ-klassen (Ginkgoopsida)

| Orden |

- Tempeltræ-ordenen (Ginkgoales)

| Familie |

- Tempeltræ-familien (Ginkgoaceae)

(og 4 uddøde familier)
| Slægt |

- Tempeltræ-slægten (Ginkgo)

| Art |

- Tempeltræ (Ginkgo biloba)